# مایکل وندن
مایکل وندن (به انگلیسی: Michael Wenden) (زادهٔ ۱۷ نوامبر ۱۹۴۹) شناگر اهل استرالیا است.